# Rings
Rings (bra: O Chamado 3; prt: Rings) é um filme norte-americano de 2017, do gênero terror, dirigido por F. Javier Gutiérrez, com roteiro de David Loucka, Jacob Aaron Estes e Akiva Goldsman baseado em trilogia de livros de Kôji Suzuki.
É o terceiro filme da franquia The Ring e ocorre 13 anos depois de The Ring (2002). O elenco inclui Matilda Lutz, Alex Roe, Johnny Galecki, Vincent D'Onofrio, Aimee Teegarden e Bonnie Morgan.
As filmagens tiveram início em 23 março de 2015 em Atlanta. Com orçamento de US$ 25 milhões, o filme foi lançado nos Estados Unidos em 3 de fevereiro de 2017, obtendo 8% de aprovação no Rotten Tomatoes e arrecadando US$ 83 milhões em todo o mundo.

## Sinopse
Holt começa a investigar a lenda urbana de um vídeo amaldiçoado que supostamente mata quem o assistir. Preocupada, sua namorada Julia decide ajudá-lo e descobre haver outro filme dentro daquele vídeo.

## Elenco
- Matilda Lutz como Julia
- Alex Roe como Holt Anthony
- Johnny Galecki como Gabriel Brown
- Vincent D'Onofrio como Galen Burke
- Aimee Teegarden como Skye Johnston
- Bonnie Morgan como Samara Morgan
- Chuck David Willis como Blue
- Patrick R. Walker como Jamal
- Zach Roerig como Carter
- Laura Wiggins como Faith
- Lizzie Brocheré como Kelly
- Karen Ceesay como Comissária de Bordo
- Dave Blamy como Primeiro Oficial
- Michael E. Sanders como Piloto
- Randall Taylor como Pai de Holt
- Drew Grey como Sam
- Kayli Carter como Evelyn Borden
- Jill Jane Clements como Karen Styx
- Adam Fristoe como Chris
- Rick Baker como Vendedor

## Produção
Em 2014, a Paramount Pictures anunciou o inicialmente intitulado The Ring 3D, com direção de F. Javier Gutiérrez. Em agosto de 2014, a Paramount estava em negociações com Akiva Goldsman para escrever um terceiro rascunho do roteiro, que já havia sido trabalhado por David Loucka e Jacob Aaron Estes. Em novembro, Gutiérrez postou uma foto no Instagram que mostrava que o título da sequência havia sido alterado para Rings. Em 16 de janeiro de 2015, Matilda Lutz foi escalada para o papel principal. Alex Roe foi escalado como o protagonista masculino em 20 de março de 2015. Aimee Teegarden se juntou ao elenco em 27 de março de 2015, e Johnny Galecki assinou contrato para estrelar o filme em 1 de abril de 2015, interpretando Gabriel, um professor que orienta e ajuda tanto Holt e Julia.

### Filmagem
A fotografia principal do filme começou em 23 de março de 2015, em Atlanta, e terminou em 31 de maio de 2015.

## Recepção da crítica
No Rotten Tomatoes, o filme tem uma taxa de aprovação de 8% com base em 97 avaliações e uma classificação média de 3,2 / 10, tornando-se o filme com pior classificação da trilogia. O consenso crítico do site diz: "Rings pode oferecer aos fervorosos fãs da franquia algumas emoções puídas, mas para todos os outros, pode parecer um ciclo infinito de mitologia confusa e pontos de trama recheados". No Metacritic, o filme tem uma pontuação de 25 em 100 com base em 23 críticos, indicando "geralmente avaliações desfavoráveis". As audiências pesquisadas pelo CinemaScore deram ao filme uma nota média de "C–" em uma escala A+ F, menor que a B- e C+ conquistada por seus respectivos predecessores.